# Pheleuscelus lizeri
Pheleuscelus lizeri es una especie de coleóptero de la familia Attelabidae.

## Distribución geográfica
Habita en Bolivia.